# 브래드 세비지
브래드 세비지(Brad Savage, 1965년 12월 9일 ~ )는 미국의 배우이다.
리보니아에서 태어났다.

## 영화
- 젊은 용사들 (1984년)
- 바하마의 별 (1977년)
- 노 디퍼짓, 노 리턴 (1976년) - 제이 역
- 여름의 메아리 (1976년)
- 애플 덤플링 갱 (1975년)
- 저 하늘에 태양이 (1975년)
- 샌프란시스코 수사반 (1972년)
- 119 구조대 (1972년)
- 디즈니랜드 (1954년)